# Satory (stanice metra v Paříži)
Satory je prozatímní název budoucí stanice pařížského metra, která bude součástí linky 18 ve městě Versailles v departementu Yvelines. Má být otevřena v roce 2030 a bude obsluhovat zdejší čtvrť Satory.

## Situace v síti
Prostor budoucí stanice se nachází v jihozápadní části města Versailles ve čtvrti Satory na křižovatce ulic Route de la Minière a Avenue de Gribeauval.

## Vývoj
Stanice bude obsahovat dílo Carole Benzaken ve spolupráci s architektkou Corinne Vezzoni, která stanici navrhla.